# Aplocheilichthys
Aplocheilichthys és un gènere de peixos de la família dels pecílids i de l'ordre dels ciprinodontiformes.

## Taxonomia
- Aplocheilichthys antinorii (Vinciguerra, 1883)[2]
- Aplocheilichthys atripinna (Pfeffer, 1896)[3]
- Aplocheilichthys bracheti (Berkenkamp, 1983)
- Aplocheilichthys brichardi (Poll, 1971)
- Aplocheilichthys bukobanus  (Ahl, 1924)
- Aplocheilichthys camerunensis (Radda, 1971)
- Aplocheilichthys centralis (Seegers, 1996)[4]
- Aplocheilichthys eduardensis (David & Poll, 1937)
- Aplocheilichthys ehrichi (Berkenkamp & Etzel, 1994)
- Aplocheilichthys fuelleborni (Ahl, 1924)[5]
- Aplocheilichthys hutereaui (Boulenger, 1913)[6]
- Aplocheilichthys jeanneli (Pellegrin, 1935)
- Aplocheilichthys johnstoni (Günther, 1894)[7]
- Aplocheilichthys kabae (Daget, 1962)
- Aplocheilichthys katangae (Boulenger, 1912)[8]
- Aplocheilichthys keilhacki (Ahl, 1928)
- Aplocheilichthys kingii (Boulenger, 1913)
- Aplocheilichthys kongoranensis (Ahl, 1924)
- Aplocheilichthys lacustris (Seegers, 1984)
- Aplocheilichthys loati (Boulenger, 1901)
- Aplocheilichthys lualabaensis (Poll, 1938)
- Aplocheilichthys luluae (Fowler, 1930)[9]
- Aplocheilichthys macrurus (Boulenger, 1904)[10]
- Aplocheilichthys maculatus (Klausewitz, 1957)
- Aplocheilichthys mahagiensis (David & Poll, 1937)[11]
- Aplocheilichthys matthesi (Seegers, 1996)
- Aplocheilichthys mediolateralis (Poll, 1967)
- Aplocheilichthys meyburghi (Meinken, 1971)
- Aplocheilichthys moeruensis (Boulenger, 1914)
- Aplocheilichthys myaposae (Boulenger, 1908)
- Aplocheilichthys myersi (Poll, 1952)
- Aplocheilichthys nigrolateralis (Poll, 1967)
- Aplocheilichthys normani (Ahl, 1928)[12]
- Aplocheilichthys omoculatus (Wildekamp, 1977)
- Aplocheilichthys pfaffi (Daget, 1954)
- Aplocheilichthys pfefferi (Ahl, 1924)
- Aplocheilichthys pumilus (Boulenger, 1906)[13]
- Aplocheilichthys rancureli (Daget, 1965)
- Aplocheilichthys rudolfianus (Worthington, 1932)
- Aplocheilichthys schalleri (Scheel & Radda, 1974)
- Aplocheilichthys spilauchen (Duméril, 1861)[14]
- Aplocheilichthys terofali (Berkenkamp & Etzel, 1981)
- Aplocheilichthys usanguensis (Wildekamp, 1977)
- Aplocheilichthys vanderbilti (Fowler, 1936)
- Aplocheilichthys vitschumbaensis (Ahl, 1924)[15][16][17][18][19][20]